# Музей сакрального мистецтва (Трогір)

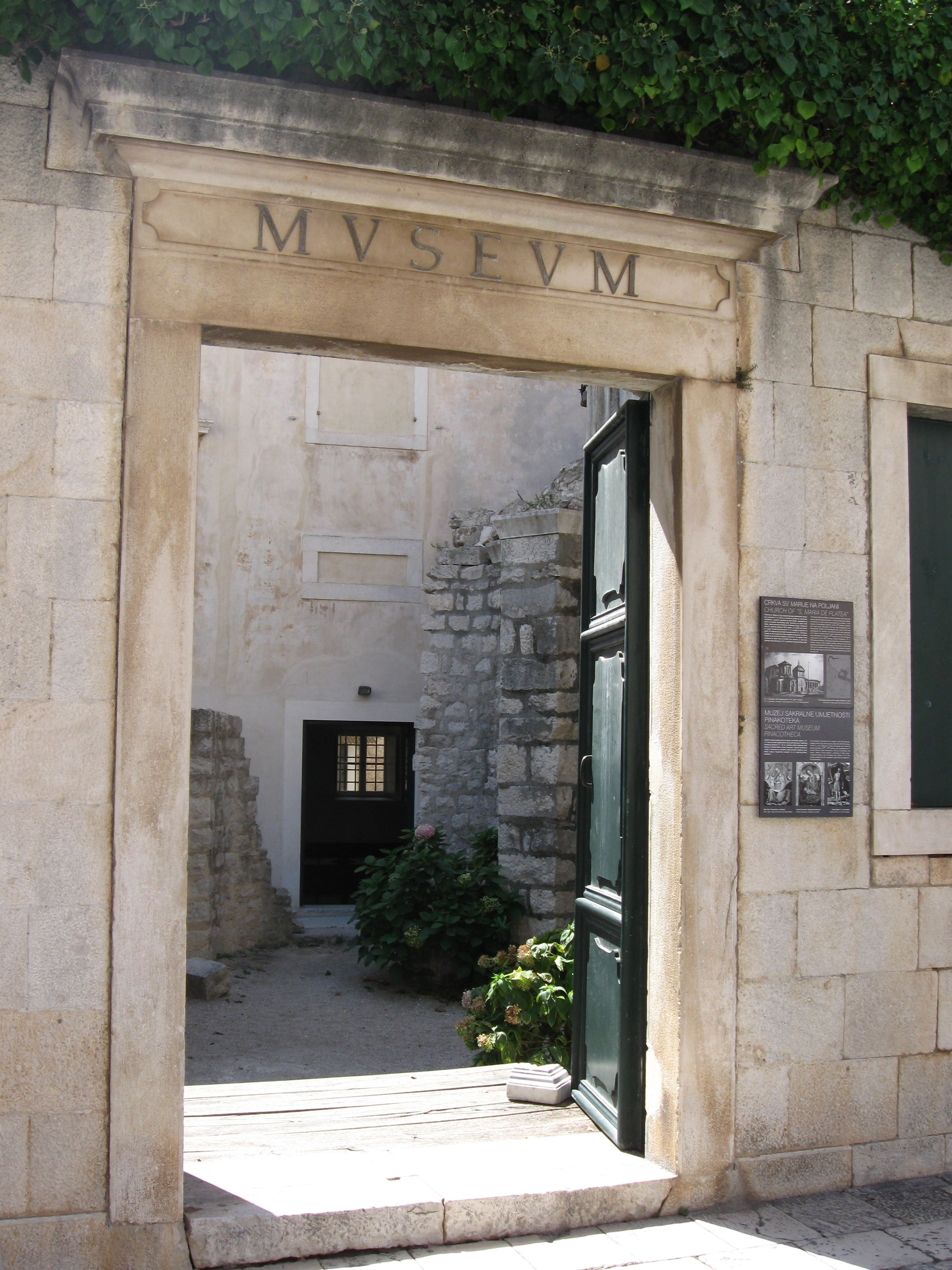
Музей сакрального мистецтва у Трогірі

Музей сакрального мистецтва (хорв. Muzej sakralne umjetnosti) — музей у м. Трогірі, Хорватія. Розташовується у південній частині головної міської площі у будинку приходського священика, який був відреставрований у 2005 році. Одна із найзначніших колекцій хорватського сакрального мистецтва.
У трьох великих залах експонуються твори мистецтва, живопису і мініатюри, починаючи з періоду пізньої романіки. 
- У першій залі виставлено розп'яття XIV століття, що зображує Ісуса Христа в апофеозі слави, яке знаходилось у церкві св. Андрія на о. Чіово. З цієї ж церкви також походить вівтарна картина, яка була написана у той самий період у колі венеційського художника Паоло Венеціано (1300–1360). Тут експонується і «Мадонна із немовлям», що приписується живописцю Бенедиктусу, який працював у XIV столітті. «Мадонна Благодаті із немовлям, що лежить» венеційського художника Квіріціо да Мурано XV століття є образом домашнього вівтаря. Для стулок першого органа кафедрального собору св. Лаврентія були придбані у Венеції дві великі картини із зображенням св. Ієроніма і св. Іоанна Хрестителя, які приписуються майстерні венеційського живописця Джентіле Белліні (1429—1507).
- У другій залі зібрані твори найвідомішого трогірського живописця XV століття, Блаженного Юрія Трогірського (бл. 1412—1448). Тут виставлені два його поліптихи, розп'яття з церкви Мадонни Кармела, і, ймовірно, найвідоміший його твір, «Мадонна у саду троянд», яке раніше знаходилось у кафедральному соборі св. Лаврентія. Також виділяється матрикул гільдії св. Духа, членом якої був художник.
- У третій залі експонуються кодекси із зразками мініатюрного живопису і літургійного одягу. Особливу цінність має знятий із головного вівтаря кафедрального собору св. Лаврентія поліптих «Мадонна із немовлям і святими», знайдений у ході реставрації хорових сидінь. Поліптих був відреставрований за участю мюнхенського Баварського інституту.